# Depacla ~DEPAPEPE Plays the Classics~
Depacla ~DEPAPEPE Plays the Classics~ é um álbum de músicas clássicas tocadas pelo Duo musical japonês Depapepe.  Na discografia da dupla, este é o oitavo álbum da carreira, e o quinto não-independente.
O álbum, lançado em 28 de Novembro de 2007, alcançou a 28a posição da Oricon, e permaneceu por lá durante 9 semanas.

## Faixas
1. Pachelbel no Canon (Pachelbel's Canon)
2. 2 Koe no Invention Dai 4 Kai (Bach's Invention No.4)
3. G Senjou no Aria (Bach's Air on the G String)
4. Piano Sonata Dai 8 Kai Hatanchou Sakuhin 13 "Hisou" Dai 2 Gakushou (Beethoven’s Piano Sonata No. 8 in C minor, op. 13 “Pathetique”)
5. Gymnopédie Dai 1 Kai (Satie's Gymnopédie No.1)
6. Boléro (Ravel's Boléro)